# Kiyozawa Manshi
Kiyozawa Manshi est un nom japonais traditionnel ; le nom de famille (ou le nom d'école), Kiyozawa, précède donc le prénom (ou le nom d'artiste).
Kiyozawa Manshi (清沢 満之) (10 août 1863 - 6 juin 1903) est un réformateur japonais du bouddhisme shin issu d'une famille de samouraï. Il étudie la philosophie occidentale à l'Université de Tokyo auprès du philosophe américain Ernest Fenollosa,.
De nombreux chercheurs shin estiment que les points de vue de Kiyozawa sont comparables à l'existentialisme religieux européen.
De nombreux érudits du Higashi Hongan-ji font remonter leur parcours intellectuel à Kiyozawa Manshi, y compris des hommes tels que Haya Akegarasu (1877-1954), Kaneko Daiei (1881-1976), Soga Ryōjin (1875-1971) et Maida Shuichi (1906-1967). Certains de ses essais ont été traduits en anglais, comme le livre December Fan et ont trouvé un lectorat en Occident. Kiyozawa contribue à la création de l'université Shinshū à Tokyo en 1901, maintenant appelée université Ōtani et située à Kyoto près du Higashi Hongan-ji. Kiyozawa est chronoliquement le premier doyen de l'université.
De son vivant cependant, Kiyozawa est une figure ambivalente. Il est emblématique à la fois du besoin de modernisation et de ses pièges. Il n'est pas populaire auprès des membres de son temple qui considèrent ses messages dharma trop difficiles à comprendre. En conséquence, beaucoup de ses disciples sont qualifiés d'hérétiques. Kiyozawa meurt de la tuberculose très jeune et certains considèrent sa pensée comme immature et incomplète. Même aujourd'hui, de nombreux penseurs conservateurs shin voient Kiyozawa comme étant emblématique de ce qui n'allait pas avec l'école Ōtani.